# Chrapczew
Chrapczew est une localité polonaise de la gmina mixte de Dobra, située dans le powiat de Turek en voïvodie de Grande-Pologne. Elle se trouve à environ 15 kilomètres au sud-est de la ville de Turek et 128 km au sud-est de Poznań, la capitale régionale. 

## Géographie

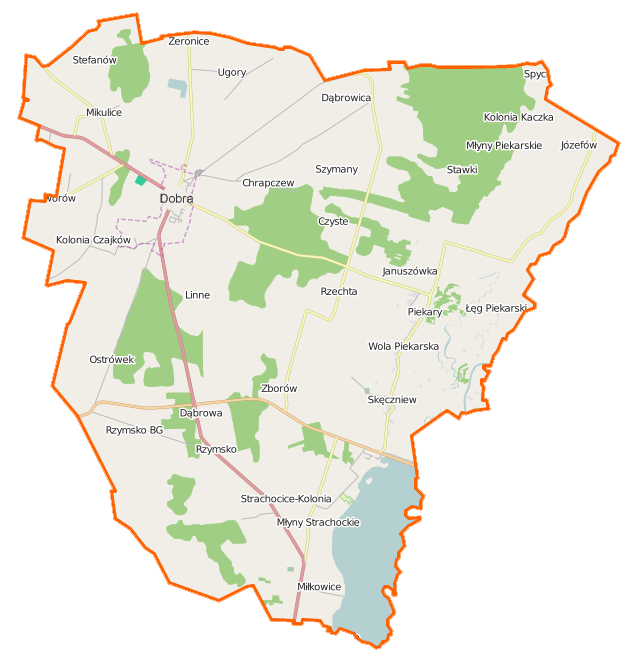
Carte de la gmina de Dobra.